# سكين الخبز

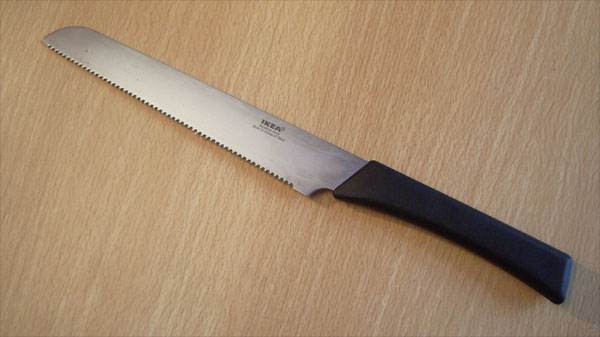
سكين خبز

"سكين الخبز"هو نوع من أنواع السكاكين, و تكون مسننة و بطول 15 سم إلى 25 سم و اسنان السكين تسمح لها بتقطيع الخبز و مقبضها يحتوي على مواضع للاصابع بشكل يمنع وضع اليد على آلة القطع.

## تاريخ
عرضت إحدى هذه السكاكين في المعرض العالمي الكولومبي في عام 1893 في شيكاغو من قبل شركة فريدريش ديك (إسلينجن، ألمانيا). حصل على براءة اختراع في الولايات المتحدة جوزيف بيرنز من سيراكيوز، نيويورك.